# Patrick Leroy
Pour les articles homonymes, voir Leroy.
Ne doit pas être confondu avec Patrick Roy, également ancien député-maire de Denain.
Patrick Leroy, né le 26 février 1950 à Escautpont, est un homme politique français, membre du Parti communiste français.

## Mandats
- Du 28 mars 1994 au 26 mars 2001 : Conseiller général du Nord, élu dans le canton de Denain
- Du 26 mars 2001 au 15 mars 2008 : Maire de Denain
- Du 1er juin 1997 au 18 juin 2002 : Député de la 19e circonscription du Nord